# 罗鲁普
罗鲁普（Rorup）是位於德國明斯特行政区迪爾門境內的一個地方。當地於1050年首次被提及。1975年1月1日，罗鲁普與鄰近的地區一同被併入迪爾門。